# 马雷斯坦
马雷斯坦（法語：Marestaing，法語發音：[maʁɛstɛ̃]）是法国热尔省的一个市镇，属于欧什区。

## 地理
马雷斯坦（43°34'46"N, 1°1'10"E）面积8.46 平方千米，位于法国奧克西塔尼大區热尔省，该省份为法国西南部内陆省份，北起顺时针与洛特-加龙省、塔恩-加龙省、上加龙省、上比利牛斯省、大西洋比利牛斯省和朗德省接壤。
与马雷斯坦接壤的市镇（或旧市镇、城区）包括：克莱蒙萨韦斯、欧拉代、卡斯蒂永萨韦斯、昂杜菲耶勒、弗雷古维尔、利勒茹尔丹、蒙费朗萨韦斯。

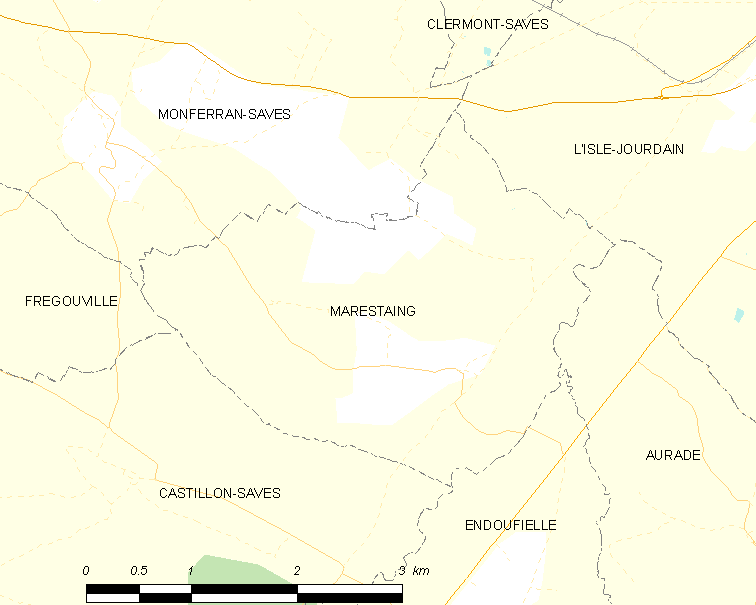
马雷斯坦的OSM定位图

马雷斯坦的时区为UTC+01:00、UTC+02:00（夏令时）。

## 行政
马雷斯坦的邮政编码为32490，INSEE市镇编码为32234。

## 政治
马雷斯坦所属的省级选区为利勒茹尔丹县。

## 人口

1962-2008年间马雷斯坦人口变化图示

马雷斯坦于2022年1月1日时的人口数量为349人。